# Base antarctique Signy
La station de recherche Signy (en anglais : Signy Research Station) est une base de recherche temporaire britannique en Antarctique. Située dans la crique Factory (sv) (Factory Cove) sur l'île Signy dans l'archipel des Orcades du sud, elle est gérée par la British Antarctic Survey. Elle s'est appelée successivement Station H — Signy Island, puis à partir d'août 1977 Station H — Signy, pour ensuite prendre son nom actuel.

## Histoire

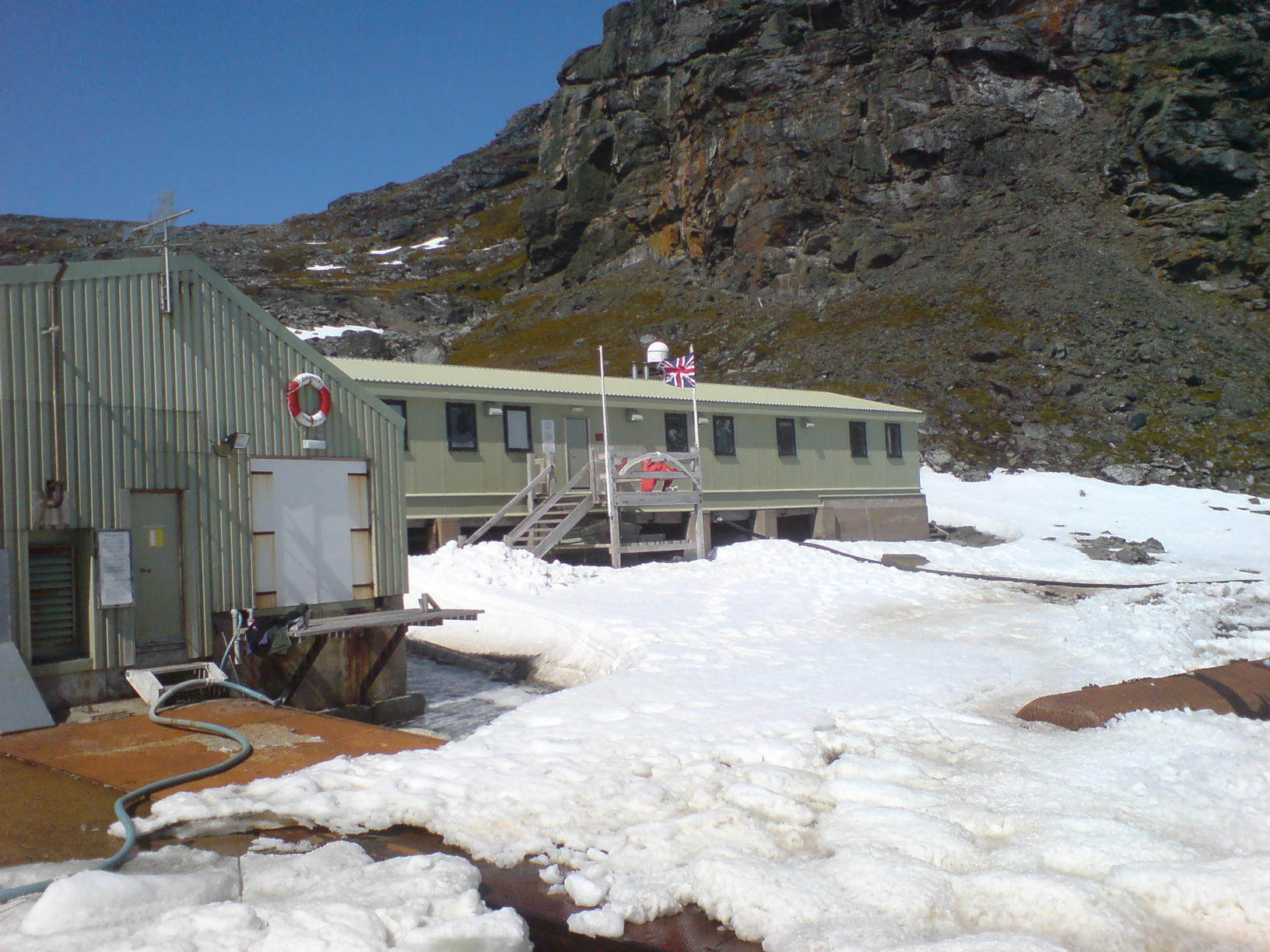
La base de recherche Signy (2006)

La chasse à la baleine débute dans les îles Orcades du sud en 1907-1908, une usine de transformation est construite sur l'île à Factory Cove (sv) (littéralement la « crique de l'usine »). La base de recherche entre en service le 18 mars 1947 lorsque trois scientifiques occupent un site sur la pointe Berntsen à proximité de l'ancienne usine baleinière et commencent à utiliser les bâtiments comme station météorologique, renommant les bâtiments Clifford House. Le 12 février 1948, un laboratoire est construit et le 25 février 1950 une extension du bâtiment principal est réalisée au moyen d'une cabine déplacée depuis la Base G dans la baie de l'Amirauté sur l'île du Roi-George. Ces bâtiments sont transportés jusqu'à Factory Cove.
Le 3 février 1955, un nouvel édifice principal est construit (Tønsberg House) sur le site de la station baleinière de la compagnie Tønsbergs Hvalfangeri. Pendant l'année géophysique internationale de 1957-1958, la base contribue aux observations. Le 13 février 1961, le membre de la base Roger Filer, meurt alors qu'il réalisait des recherches en ornithologie, il est enterré sur la pointe Pantomime.
Le 18 décembre 1963 débute la construction d'un bâtiment en plastique pour abriter les laboratoires de recherche biologique, il sera transformé en magasin en janvier 1998. La Sørlle House est construite en décembre 1980 et démolie en mars 1995. Une nouvelle Sørlle House est érigée pendant l'été 1995-1996. La base a comporté des cabanes et abris en d'autres points de l'île : à Foca Cove, sur la péninsule Gourlay, à Three Lakes Valley, à Cummings Cove, à Jane Col, à Factory Bluffs, à Moraine Valley, à Shagnasty et à North Point. La Shingle Hut est construite en janvier 1963 sur l'île du Couronnement.
La base n'est plus occupée de manière permanente depuis le 13 avril 1996, il s'agit désormais d'une base estivale qui fonctionne tous les ans de novembre à avril. Elle compte quatre bâtiments pouvant accueillir environ dix personnes.
Les recherches menées sur places se concentrent sur l'étude des manchots, des oiseaux marins et des phoques, mais aussi sur la limnologie et la biologie terrestre en relation avec l'écosystème océanique austral et le changement climatique, mesuré par le Committee for the Conservation of Antarctic Marine Living Resources (CCAMLR). La base participe de la collaboration scientifique internationale en accueillant du personnel du Japon, des Pays-Bas et de la Malaisie.